# Fallschnur
Als Fallschnur bezeichnet man einen Faden, an dem Gewichtsstücke in bestimmten Abständen befestigt sind. Sie wird so gehalten, dass das unterste Gewichtsstück den Boden berührt. Lässt man den Faden los, so hört man das Aufkommen der Gewichtsstücke auf dem Boden bei geeigneter Wahl der Abstände als gleichmäßiges Klopfen, bei dem die Zeit zwischen je zwei aufeinanderfolgenden Klopfgeräuschen immer gleich ist. Damit wird veranschaulicht, dass bei konstanter Beschleunigung, wie sie hier beim freien Fall in guter Näherung vorliegt, die zurückgelegte Strecke quadratisch mit der Zeit wächst, zum anderen dass die Beschleunigung der Gewichtsstücke unabhängig von der Masse ist. (Andernfalls würde die Beschleunigung während des Fallens abnehmen, da die auf dem Boden liegenden Massen nicht mehr am Faden „ziehen“.)
Galileo Galilei hat im 16. Jahrhundert mit Hilfe einer Fallschnur die gleichmäßig beschleunigte Bewegung beim freien Fall untersucht.

## Berechnung der Abstände
Bringt man die Gewichtsstücke einfach in gleichen Abständen s (äquidistant) am Faden an, so hört man eine schneller werdende Folge von Klopfgeräuschen. Gewicht Nummer n trifft zur Zeit 
{\displaystyle t_{n}={\sqrt {\frac {2s_{n}}{g}}}\qquad } (1)
auf.
Um die benötigten Abstände am Faden für identische Zeitabstände t zu berechnen, bedient man sich folgender Formel:
{\displaystyle s_{n}={\frac {1}{2}}g(t_{n})^{2}\qquad } (2)
{\displaystyle s_{n}} ist der Abstand von Gewichtsstück n vom Gewichtsstück Nummer 0, das am unteren Ende des Fadens auf dem Boden aufliegt.

## Versuchsaufbau

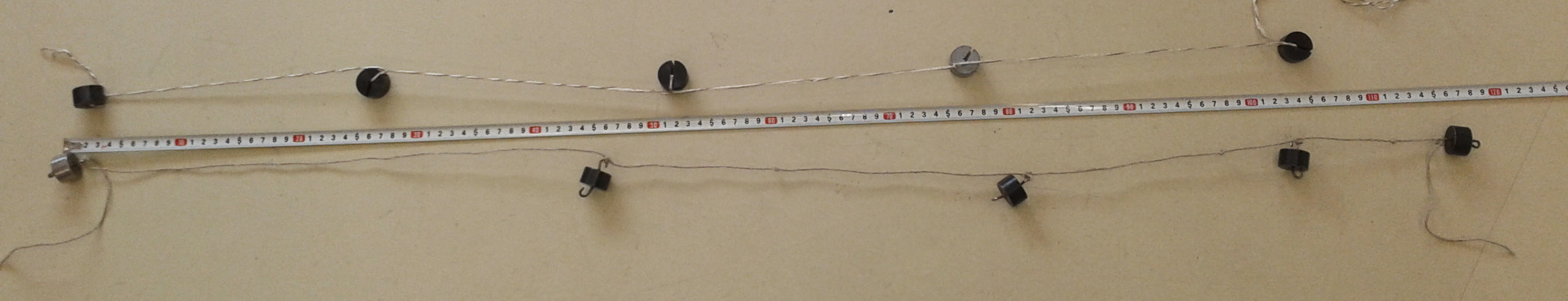
2 Fallschnüre

Es ergibt sich beispielsweise bei der Wahl eines Zeitabstandes von 0,18 s durch Einsetzen in (2) ein Wert von ca. 0,16 m. Um die Position jedes weiteren Gewichtsstücks zu bestimmen, wird
{\displaystyle t_{5}=5\cdot 0{,}18\,{\text{s}}}
mit der Ordnungszahl des Gewichtsstücks multipliziert. 
z. B. 5. Gewichtsstück:
{\displaystyle s_{5}={\frac {1}{2}}g(t_{5})^{2}}
Für die äquidistanten Schnurabstände wird ähnlich verfahren, wobei s jeweils der Abstand der untersten Masse zur aktuell berechneten ist.
Um das Aufschlagen der Fallschnur optimal zu hören, sollte mit einem Klangverstärker gearbeitet werden, beispielsweise mit einem Blecheimer oder einer auf Holz gelagerten Blechplatte.
Auch die Wahl des erhöhten Standpunktes sowie die Zeit des Versuches sollte mit Bedacht gewählt werden, so empfiehlt sich bei windstillen Bedingungen der 2.–4. Stock eines Hauses.